# 水野直樹
水野 直樹（みずの なおき、1950年10月31日 - ）は、日本の歴史学者。立命館大学客員教授。京都大学名誉教授。専門は朝鮮近代史（植民地朝鮮）、東アジア関係史。

## 受賞・社会貢献
「日本の植民地支配を肯定的に評価しようとする日本学界の流れに対抗し植民地近代化論を批判してきた」として、韓国の全南大学校から後廣賞を受賞した。八木晃介、上田正昭らと共に「朝鮮学校を支える会」の呼びかけ人も務めている。

## 略歴
京都府出身。
- 1969年3月 京都市立紫野高等学校卒業
- 1974年 - 京都大学文学部史学科現代史学専攻 卒業
- 1981年 - 京都大学大学院人文科学研究科博士後期課程修了（現代史学）
- 1985年
  - 3月 京都大学より博士学位授与
  - 京都橘女子大学助教授
- 1991年 - 京都大学人文科学研究所助教授
- 2001年 - 同教授
- 2009年4月 - 同所長
- 2016年3月 - 定年退職

## 主な著書

### 単著
- 『創氏改名』（岩波新書、2008年）

### 共著
- 『朝鮮の近代史と日本』（大和書房、1987年）
- 『天皇制と朝鮮』（神戸学生・青年センター出版部、1989年）
- 『「アリランの歌」覚書』（岩波書店、1991年）
- 『論集 朝鮮近現代史』（明石書店、1996年）
- 岩波ブックレット No.552『日本の植民地支配―肯定・賛美論を検証する―』（岩波書店、2001年）
- 『歴史教科書の可能性―「つくる会」史観を超えて―』（青木書店、2002年）
- 人文研ブックレットNo.16『朝鮮人留学生たちの京都』（同志社大学人文科学研究所、2003年）
- 『生活の中の植民地主義』（人文書院、2004年）
- 水野直樹、西野瑠美子、俵義文他「心ある日本の方々に　中学校『歴史教科書』の採択に際し、今知ってほしいこと‐共に考えましょう、子どもたちの未来のために」在日本大韓民国民団文教局
- 水野直樹 , 文京洙『在日朝鮮人　歴史と現在』岩波書店、2015年。ISBN 9784004315285。

### 訳書
- 姜萬吉「韓国民族運動史論」（御茶の水書房、1985年）
- 朝鮮民衆新聞社編「写真集 朝鮮解放1年」（新幹社、1994年）